# Markgrafschaft Ostligurien
Die Markgrafschaft Ostligurien (lateinisch Marca Liguria Orientale) war eine politische Einheit in Norditalien ab der Mitte des 10. Jahrhunderts. Andere Namen für dieses Gebiet sind: Marca Januensis – Genuesische Mark – aufgrund ihrer Hauptstadt Genua, und Marca Obertengha (bzw. Otbertinische Mark) nach dem ersten Markgrafen Oberto (Otbert), Graf von Luni. Sie umfasste das Rechteck Genua, Luni, Tortona, Parma und Piacenza; indirekt gehörte auch die Herrschaft über Korsika und Sardinien dazu.

Das Königreich Italien (781–1014) mit der Otbertinischen Mark (Obertenga) zwischen Voralpen (Trient) und Golf von Genua. Westlich anschließend die Marca Aleramica.

Im Jahr 950 wurde Berengar von Ivrea König von Italien. Zu Beginn des darauf folgenden Jahres schloss er die Reorganisation der militärischen Strukturen südlich des Po ab, die sein Vorgänger Hugo I. mit dem Ziel begonnen hatte, gegen Angriffe der Sarazenen vom Meer her besser gerüstet zu sein. Dabei bildete er drei neue Territorien, für die er mit Getreuen der ersten Stunde Markgrafen ernannte:
- Die Marca Liguria Orientale, die er Oberto von Luni gab, dem Stammvater der langobardischen, im Ursprung vielleicht fränkischen Obertenghi.
- Die Marca Liguria Occidentale (Westliguren), die sich im Westen anschloss, und die er Aleram, Graf von Vercelli gab, dem Stammvater der fränkischstämmigen Aleramiden (und die nach ihm auch Marca Aleramica genannt wurde), sowie
- Die Marca di Torino, die noch weiter westlich lag, und die er Arduin Glaber, Graf von Auriate, gab, dem Oberhaupt der fränkischstämmigen Arduine; diese Markgrafschaft trug nach ihm auch den Namen Marca Arduinica.

Das Gebiet nördlich des Po (mit Ausnahme des Gebiets um Vercelli) blieb als verkleinerte Markgrafschaft Ivrea (oder Marca Anscarica – nach einem anderen Namen für das jetzt regierende Haus Burgund-Ivrea) bestehen.
Der Markgrafentitel wurde bald von allen Mitgliedern der Familie Obertos getragen, die Markgrafschaft selbst war jedoch nicht von dauerhaftem Bestand. Der Familie blieb vor allem der Südosten der Markgrafschaft erhalten, wo die Linien Pallavicini und Malaspina eigene größere Markgrafschaften halten konnten und wo sie bis in die Neuzeit, teilweise sogar bis in die Gegenwart, begütert blieben. Die Linie Este erbte oder erwarb hingegen Ländereien im Veneto und begründete dort 1056 die Stadt Este, von wo aus sie 1240 Ferrara und 1288 Modena erwarb, die sie später als Herzogtümer regierte.